# Steven Hromjak
Stephen Edward "Steve" Hromjak (nascido em 25 e abril de 1930) é um ex-ciclista olímpico estadunidense. Representou sua nação em dois eventos nos Jogos Olímpicos de Verão de 1952.